# ナムー環礁
座標: 北緯07度59分00秒 東経168度10分25秒 / 北緯7.98333度 東経168.17361度

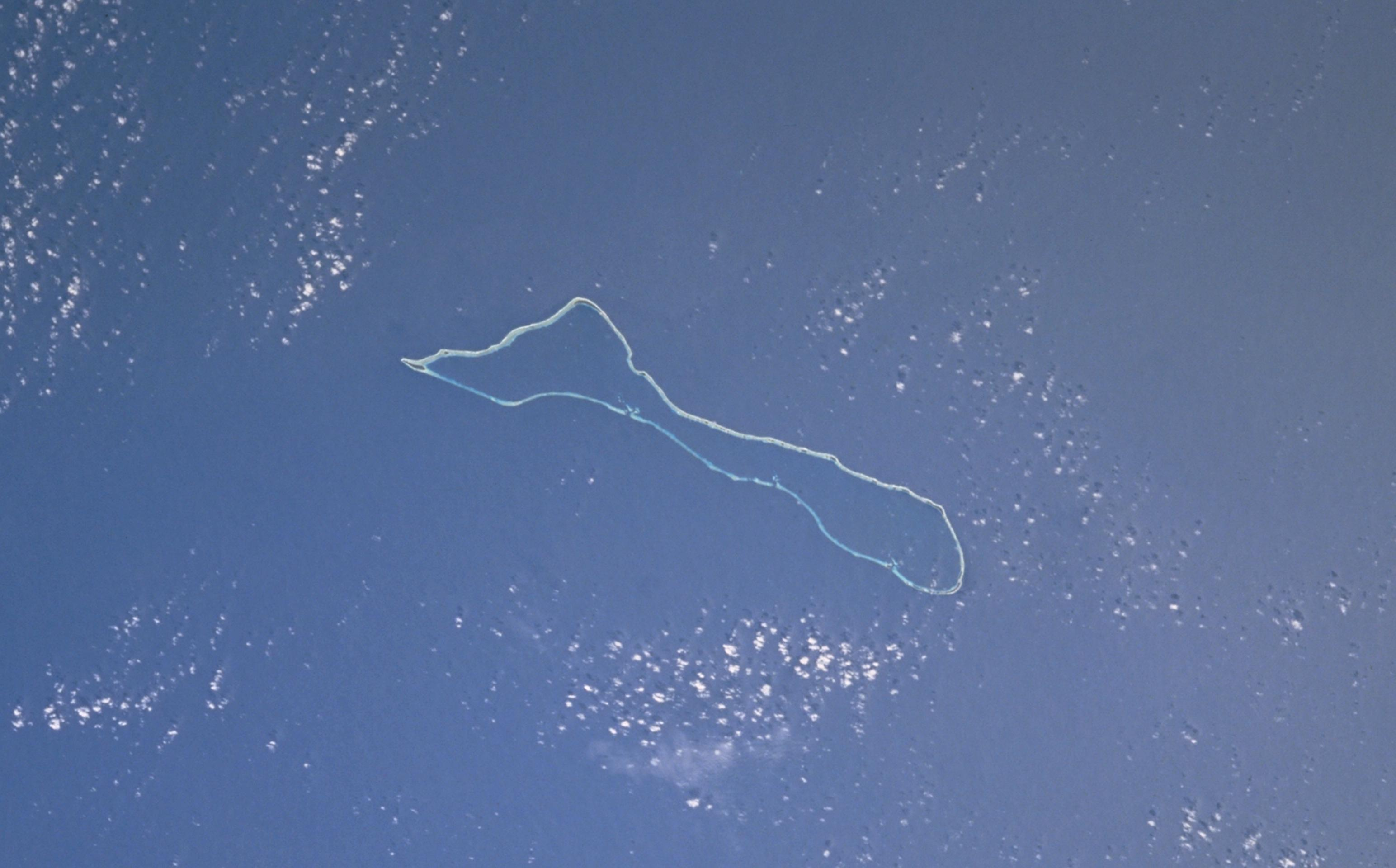
ナムー環礁

ナムー環礁は、54の小島から成る太平洋上の環礁で、マーシャル諸島のラリック列島に属している。環礁の小島を合わせた陸地の総面積は6,27km2であるが、環礁の総面積は397km2にもなる。
なお環礁の人口は、1999年度で801人である。